# 拉拉卡翁托斯战役

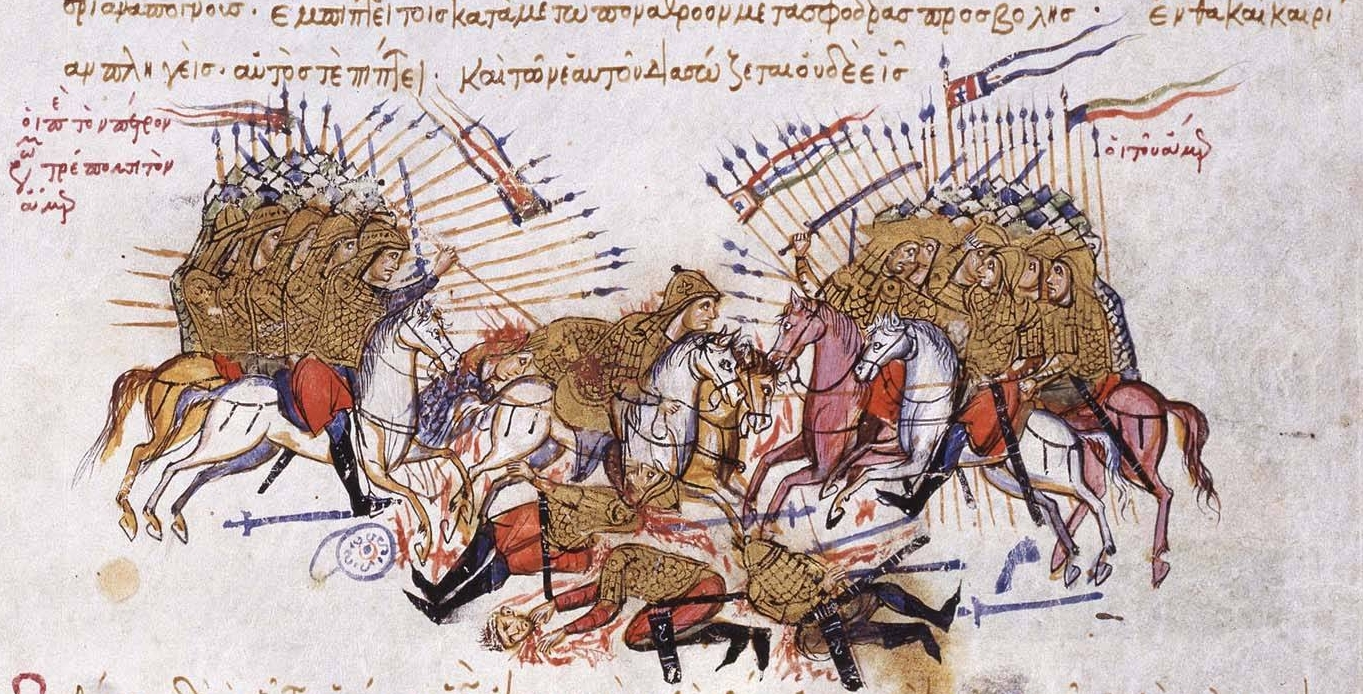
拉拉卡翁托斯战役

拉拉卡翁托斯战役戰役（希臘語：Μάχη τοῦ Λαλακάοντος），或珀森戰役（Poson或Porson），是863年在東羅馬帝國和入侵的阿拉伯軍隊之間在現代土耳其北部帕夫拉戈尼亞進行的戰鬥。拜占庭軍隊由米海爾三世的叔叔比特羅納斯（Petronas）領導，儘管阿拉伯文獻也提到了皇帝本人參與了這場戰鬥。阿拉伯人由梅利泰內（馬拉蒂亞）的埃米爾奧馬爾·阿克塔領導。
奧馬爾·阿克塔（Umar al-Aqta）克服了拜占庭對他入侵的最初抵抗，到達了黑海。拜占庭人隨後調動軍隊，在拉拉康河附近包圍了阿拉伯軍隊。隨後的戰鬥以拜占庭式的勝利和埃米爾在戰場上的死亡而告終，隨後拜占庭式的反攻成功越過邊界。這些勝利是決定性的。拜占庭邊境地區的主要威脅被消除，拜占庭在東方的統治時代（最終在10世紀的征服中）開始了。
拜占庭的成功還有另一個結果：消除阿拉伯人對東部邊境的持續壓力，使拜占庭政府能夠專注於歐洲事務，特別是對鄰國保加利亞。拜占庭隨後發動了曠日持久的保加利亞戰爭，將保加利亞人強制納入拜占庭基督教中，保加爾人開始融入拜占庭文化領域。